# Vitsum
Vitsum (dansk), Witsum (tysk) eller Wiisem (nordfrisisk) er en landsby og kommune beliggende på en gestkerne i den sydvestlige del af øen Før i Nordfrisland i det vestlige Sydslesvig. Administrativt hører kommunen under Nordfrislands kreds i den tyske delstat Slesvig-Holsten. Byen er den mindste by på øen Før. Fra Vitsum kan ses naboøen Amrum og halligerne. 
Bynavnet dukker første gang op i 1509. Stednavnet føres tilbage til personnavnet Wibe. Efterleddet -um er karakteristisk for stednavnene på Før. I den danske tid indtil 1864 hørte Vitsum under Vesterland-Før og dermed som kongerigsk enklave direkte til Kongeriget Danmark. I kirkelig henseende hører landsbyen under Sankt Johannes Sogn.
Kommunen samarbejder på administrativt plan med andre kommuner på Før og Amrum i Før-Amrum kommunefællesskab (Amt Föhr-Amrum). Landsbyens økonomi er stærkt præget af turisme.

## Galleri
- Vitsum strand
- Godel
- Godel